# Lista de prêmios e indicações recebidos por Susan Sarandon
A seguir, uma lista de prêmios e indicações recebidos pela atriz Susan Sarandon.

## Prêmios cinematográficos e Televisivos

### Oscar
| Ano  | Categoria              | Filme            | Resultado | Vencedora                               |
| ---- | ---------------------- | ---------------- | --------- | --------------------------------------- |
| 1981 | Melhor Atriz Principal | Atlantic City    | Indicado  | Katharine Hepburn (On Golden Pond)      |
| 1991 | Melhor Atriz Principal | Thelma & Louise  | Indicado  | Jodie Foster (The Silence of the Lambs) |
| 1992 | Melhor Atriz Principal | Lorenzo's Oil    | Indicado  | Emma Thompson (Howards End)             |
| 1994 | Melhor Atriz Principal | The Client       | Indicado  | Jessica Lange (Blue Sky)                |
| 1995 | Melhor Atriz Principal | Dead Man Walking | Venceu    | —                                       |

### BAFTA
| Ano  | Categoria              | Filme           | Resultado | Vencedora                               |
| ---- | ---------------------- | --------------- | --------- | --------------------------------------- |
| 1991 | Melhor Atriz Principal | Thelma & Louise | Indicado  | Jodie Foster (The Silence of the Lambs) |
| 1994 | Melhor Atriz Principal | The Client      | Venceu    | —                                       |

### Emmy Awards
| Ano  | Categoria                                                 | Filme                                          | Resultado | Vencedora                               |
| ---- | --------------------------------------------------------- | ---------------------------------------------- | --------- | --------------------------------------- |
| 2001 | Melhor Atriz numa série de comédia                        | Friends                                        | Indicado  | Jean Smart (Frasier)                    |
| 2002 | Melhor Atriz numa série de comédia                        | Malcolm in the Middle (for playing "Meg")      | Indicado  | Cloris Leachman (Malcolm in the Middle) |
| 2008 | Melhor atriz em mini série ou tele filme                  | Bernard and Doris                              | Indicado  | Laura Linney (John Adams)               |
| 2010 | Melhor atriz em mini série ou tele filme                  | You Don't Know Jack (for playing "Janet Good") | Indicado  | Julia Ormond (Temple Grandin)           |
| 2017 | Melhor atriz em mini série ou tele filme                  | Feud (for playing "Bette Davis")               | Indicado  | Nicole Kidman (Big Little Lies)         |
| 2017 | Melhor atriz em mini série ou tele filme (Primetime Emmy) | Feud (As executive producer)                   | Indicado  | Big Little Lies                         |

#### Daytime Emmy Awards
| Ano  | Categoria                      | Filme                                         | Resultado | Vencedora                         |
| ---- | ------------------------------ | --------------------------------------------- | --------- | --------------------------------- |
| 2002 | Prêmio Especial (Daytime Emmy) | Cool Women in History (As executive producer) | Indicado  | Behind the Screen with John Burke |

### Golden Globe Awards
| Ano  | Categoria                                | Filme                | Resultado | Vencedora                               |
| ---- | ---------------------------------------- | -------------------- | --------- | --------------------------------------- |
| 1988 | Melhor Atriz - Filme Musical ou Comédia  | Bull Durham          | Indicado  | Melanie Griffith (Working Girl)         |
| 1990 | Melhor Atriz - Drama                     | White Palace         | Indicado  | Kathy Bates (Misery)                    |
| 1991 | Melhor Atriz - Drama                     | Thelma & Louise      | Indicado  | Jodie Foster (The Silence of the Lambs) |
| 1992 | Melhor Atriz - Drama                     | Lorenzo's Oil        | Indicado  | Emma Thompson (Howards End)             |
| 1995 | Melhor Atriz - Drama                     | Dead Man Walking     | Indicado  | Sharon Stone (Casino)                   |
| 1998 | Melhor Atriz - Drama                     | Stepmom              | Indicado  | Cate Blanchett (Elizabeth)              |
| 2002 | Melhor Atriz Coadjuvante -Cinema         | Igby Goes Down       | Indicado  | Meryl Streep (Adaptation)               |
| 2008 | Melhor Atriz em mini série ou tele filme | Bernard and Doris    | Indicado  | Laura Linney (John Adams)               |
| 2017 | Melhor Atriz em mini série ou tele filme | Feud: Bette and Joan | Indicado  | Nicole Kidman (Big Little Lies)         |

### Framboesa de Ouro
| Ano  | Categoria                                                                           | Filme                | Resultado | Vencedora                                                                   |
| ---- | ----------------------------------------------------------------------------------- | -------------------- | --------- | --------------------------------------------------------------------------- |
| 2012 | Pior Elenco em série (shared with Adam Sandler, Leighton Meester, and Andy Samberg) | That's My Boy        | Indicado  | Mackenzie Foy e Taylor Lautner in The Twilight Saga: Breaking Dawn – Part 2 |
| 2014 | Pior Atriz Coadjuvante                                                              | Tammy                | Indicado  | Megan Fox (Teenage Mutant Ninja Turtles )                                   |
| 2017 | Pior Atriz Coadjuvante                                                              | A Bad Moms Christmas | Indicado  | Kim Basinger (Fifty Shades Darker)                                          |

### Satellite Awards
| Ano  | Categoria                                | Filme                | Resultado | Vencedora                       |
| ---- | ---------------------------------------- | -------------------- | --------- | ------------------------------- |
| 1998 | Melhor Atriz Principal                   | Stepmom              | Indicado  | Cate Blanchett (Elizabeth)      |
| 2008 | Melhor Atriz em mini série ou tele filme | Bernard and Doris    | Indicado  | Judi Dench (Cranford)           |
| 2017 | Melhor Atriz em mini série ou tele filme | Feud: Bette and Joan | Indicado  | Nicole Kidman (Big Little Lies) |

### Saturn Awards
| Ano  | Categoria                      | Filme                   | Resultado | Vencedora                              |
| ---- | ------------------------------ | ----------------------- | --------- | -------------------------------------- |
| 1987 | Melhor Atriz Principal- Cinema | The Witches of Eastwick | Indicado  | Jessica Tandy (Batteries Not Included) |
| 2009 | Melhor Atriz Coadjuvante       | The Lovely Bones        | Indicado  | Sigourney Weaver (Avatar)              |

### Screen Actors Guild Awards
| Ano  | Categoria                                | Filme                             | Resultado | Vencedora                       |
| ---- | ---------------------------------------- | --------------------------------- | --------- | ------------------------------- |
| 1994 | [Melhor Atriz Principal- Cinema          | The Client                        | Indicado  | Jodie Foster (Nell)             |
| 1995 | Melhor Atriz Principal- Cinema           | Dead Man Walking                  | Venceu    | —                               |
| 2008 | Melhor Atriz em Mini série ou tele filme | Bernard and Doris                 | Indicado  | Laura Linney (John Adams)       |
| 2011 | Melhor Atriz em Mini série ou tele filme | You Don't Know Jack               | Indicado  | Claire Danes (Temple Grandin)   |
| 2015 | Melhor Atriz em Mini série ou tele filme | The Secret Life of Marilyn Monroe | Indicado  | Queen Latifah (Bessie)          |
| 2017 | Melhor Atriz em Mini série ou tele filme | Feud: Bette and Joan              | Indicado  | Nicole Kidman (Big Little Lies) |

### Prêmios críticos Televisivos
| Ano  | Categoria                                                        | Filme                | Resultado | Vencedora                           |
| ---- | ---------------------------------------------------------------- | -------------------- | --------- | ----------------------------------- |
| 2017 | TCA Award for Individual Achievement melhor performance em drama | Feud: Bette and Joan | Indicado  | Carrie Coon (The Leftovers e Fargo) |

## Prêmios Críticos
| Ano  | Categoria                       | Filme                                   | Resultado                       | Vencedora |
| ---- | ------------------------------- | --------------------------------------- | ------------------------------- | --------- |
| 1981 | Kansas City Film Critics Circle | Best Actress                            | Atlantic City                   | Venceu    |
| 1991 | London Film Critics Circle      | Actress of the Year                     | Thelma & Louise                 | Venceu    |
| 1991 | National Board of Review        | Best Actress (Dividido com Geena Davis) | Thelma and Louise               | Venceu    |
| 1995 | Kansas City Film Critics Circle | Melhor Atriz                            | Dead Man Walking                | Venceu    |
| 2002 | Las Vegas Film Critics          | Melhor Atriz Coadjuvante                | Igby Goes Down & Moonlight Mile | Venceu    |